# Little Town Flirt
Little Town Flirt är en låt skriven och framförd av Del Shannon. Den utgavs som singel i december 1962, och blev populär under de första månaderna 1963. I Irland blev den singeletta och den nådde också framgång i Skandinavien. Låten namngav Del Shannons andra studioalbum 1963.

## Listplaceringar
| Lista (1962-1963) | Position               |
| ----------------- | ---------------------- |
| Danmark           | 17 (DR "Top 20")       |
| Irland            | 1                      |
| Storbritannien    | 4                      |
| Sverige           | 15 (Kvällstoppen)      |
| Sverige           | 5 (Tio i topp)         |
| USA               | 12 (Billboard Hot 100) |